# Калзан, Антон Коваевич
Антон Коваевич Калзан (5 апреля 1930 — 22 декабря 1990, м. Кундустуг-Аксы Каа-Хемский хошун, Тувинская Народная Республика) — литературовед, критик, фольклорист, переводчик. Кандидат филологических наук.

## Биография
Калзан Антон Коваевич родился 5 апреля 1930 года в местности Кундустуг-Аксы Салчакского (ныне — Каа-Хемского) хошуна Тувинской Народной Республики. Окончил в 1948 году с серебряной медалью Кызылскую среднюю школу № 2 (1948), с отличием восточный факультет Ленинградского государственного университета имени А. А. Жданова (1953). Работал научным сотрудником, заведующим сектором литературы и фольклора ТНИИЯЛИ, преподавателем филологического факультета Кызылского государственного педагогического института. Он — основоположник тувинского литературоведения и фольклористики. Основные звенья фольклорной работы — собирание, хранение, публикация, исследование — А. К. Калзан привел в научную систему. Много лет возглавлял работу секции критики при Союзе писателей, был бессменным членом редколлегии альманаха. В помощь учителям школ и преподавателям ссузов и вузов А. К. Калзан составлял методические пособия, программы, учебники и хрестоматия по тувинской литературе и фольклору Изучал историю, драматургию тувинской литературы. Как литературный критик анализировал творчество ведущих писателей Тувы. Рецензии и критические статьи публиковались на страницах местной прессы. Его статьи печатались в «Краткой литературной энциклопедии», в изданиях издательств Москвы, Санкт-Петербурга, Новосибирска. А. К. Калзан отредактировал очень много изданий, книг. В частности, это очерки тувинской литературы 1964 г., очерки тувинского фольклора, различные выпуски «Ученых записок».

## Творчество
Первые стихи напечатаны в 1946 г. Он — автор сборников литературно-критических работ: «Амыдырал болгаш литература» (Жизнь и литература, 1980), Озулденин демдектери (Признаки роста, 1991). Автор учебника «Тыва литература» для 8-10 классов, книги «Литература дугайы» (О литературе, 1955, в соавторстве с С. Сарыг-оолом), «Краткий очерк истории тувинской литературы», 1964, в соавторстве с Д. Кууларом, «Очерки истории тувинской советской литературы», 1975, в соавторстве с Д. Кууларом, М. Хадаханэ. Под его редакцией вышли сборники тувинского устного народного творчества «Тувинские сказки» (1953, 1957, 1960), «Пословицы» (1955), «Загадки» (1958), «Очерки тувинского фольклора» (1976). В его переводах вышли на тувинском языке книги «Золотой ключик или приключения Буратино» А. Толстого (1955), повести Н. Гоголя (1980), «Живи и помни» В. Распутина (1983), сказки братьев Гримм «Белая змея» (1984).
Был членом Союза писателей СССР (1962). Умер 22 декабря 1990 года в г. Кызыле.

## Награды и звания
- заслуженный работник литературы и искусства Тувинской АССР
- включен в книгу «Заслуженные люди Тувы XX века»

## Память
Мемориальная доска находится на доме, где работал Антон Коваевич Калзан. Находится по адресу ул. Кочетова, 4.

## Основные публикации
- О литературе, 1955
- Жизнь и литература, 1980
- «Краткий очерк истории тувинской литературы», 1964
- "Очерки истории тувинской советской литературы, 1975
- Признаки роста, 1991